# Yoda Conditions
Yoda Conditions (auch: Yoda Notations) bezeichnen im Programmierjargon eine Schreibweise bedingter Anweisungen, bei der die beiden Operanden eines Vergleichs die Position tauschen. Die Bezeichnung für diesen Programmierstil leitet sich aus der Figur Yoda aus dem Star-Wars-Universum ab, die dazu neigte, einige Wörter innerhalb eines Satzes zu vertauschen.

## Beispiel
Gewöhnlicherweise schreiben Programmierer eine Bedingung, in diesem Fall eine bedingte Anweisung, so aus:
```
if
 
(
wert
 
==
 
42
)
 
{
 
/* ... */
 
}

// Liest sich wie: Wenn Wert gleich 42...

```

Yoda Conditions bezeichnen nun die umgekehrte Stellung des Ausdruckinhalts:
```
if
 
(
42
 
==
 
wert
)
 
{
 
/* ... */
 
}

// Liest sich wie: Wenn 42 gleich Wert...

```

Bei diesem Programmierstil werden demnach zuerst die Konstanten aufgeführt und danach der variable Vergleichswert. Analog zur Aussprache des Namensgebers Yoda („Vergessen du musst was früher du gelernt“) führt dies zu einer seltsam anmutenden Aussprache der Kondition: „Wenn 42 gleich wert ist …“.

## Vorteil
Obwohl sich diese Schreibweise für den Programmierer schlechter lesen lässt als die im ersten Beispiel, hat sie einen Vorteil in Programmiersprachen, die Wertzuweisungen in einem Ausdruck mittels = realisieren und implizite Umwandlung von Zahlen in Wahrheitswerte erlauben: man kann so den Flüchtigkeitsfehler ausschließen, statt der Bedingung eine Wertzuweisung zu formulieren:
```
if
 
(
wert
 
=
 
42
)
 
{
 
/* ... */
 
}

// Ist (unbeabsichtigt vom Programmierer) immer wahr und ändert den Inhalt von wert

if
 
(
42
 
=
 
wert
)
 
{
 
/* ... */
 
}

// Erzeugt einen Syntaxfehler

```

Das untere Beispiel verhindert den Flüchtigkeitsfehler, da während der Laufzeit oder beim Kompilieren ein Fehler ausgegeben bzw. erzeugt wird: 42 ist eine Konstante; dieser kann kein Wert zugewiesen werden.
In manchen Sprachen kann so auch die ungültige Dereferenzierung eines Nullwerts vermieden werden:
```
String
 
wert
 
=
 
null
;

if
 
(
wert
.
equals
(
"foobar"
))
 
{
 
/* ... */
 
}

// In Java tritt eine NullPointerException auf

if
 
(
"foobar"
.
equals
(
wert
))
 
{
 
/* ... */
 
}

// Ist (wie erwartet) immer falsch

```

## Kritik
Kritiker des Notationsstils sehen die mangelhafte Lesbarkeit als überwiegenden Nachteil an, der das vermeintliche Problem des oben beschriebenen Flüchtigkeitsfehlers nicht aufwiegt. Dabei wird angeführt, dass moderne Entwicklungsumgebungen diese Zeile als möglichen Fehler markieren. Manche Programmiersprachen erlauben zudem eine Variablenzuweisung innerhalb einer Kondition ohnehin nicht. Zum Beispiel in der Programmiersprache D sind Zuweisungen nicht vom Datentyp Boolean und können somit nicht als if-Bedingung verwendet werden.